# Christel Goltz
Christel Goltz, née le 8 juillet 1912 à Dortmund et morte en novembre 2008, est une soprano allemande.

## Biographie
Née le 8 juillet 1912 à Dortmund, en 1935 Christel Goltz incarne Agathe (Le Freischütz de Weber) à Fürth. Elle a enregistré à plusieurs reprises Antigonae de Carl Orff rôle dans lequel elle s'était particulièrement illustrée.